# 베이징시의 교통

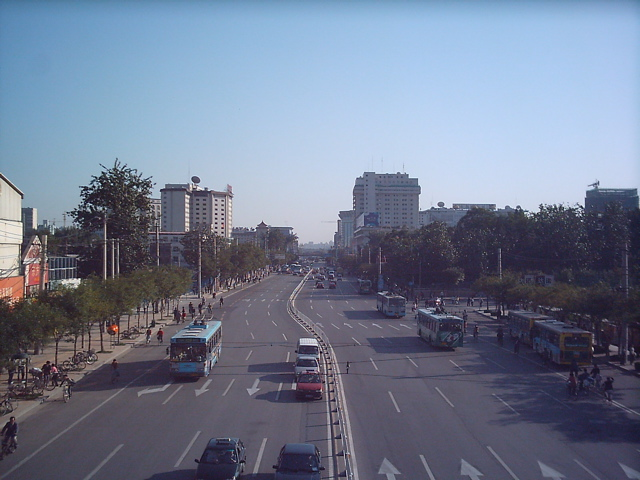
베이징시내의 한 도로

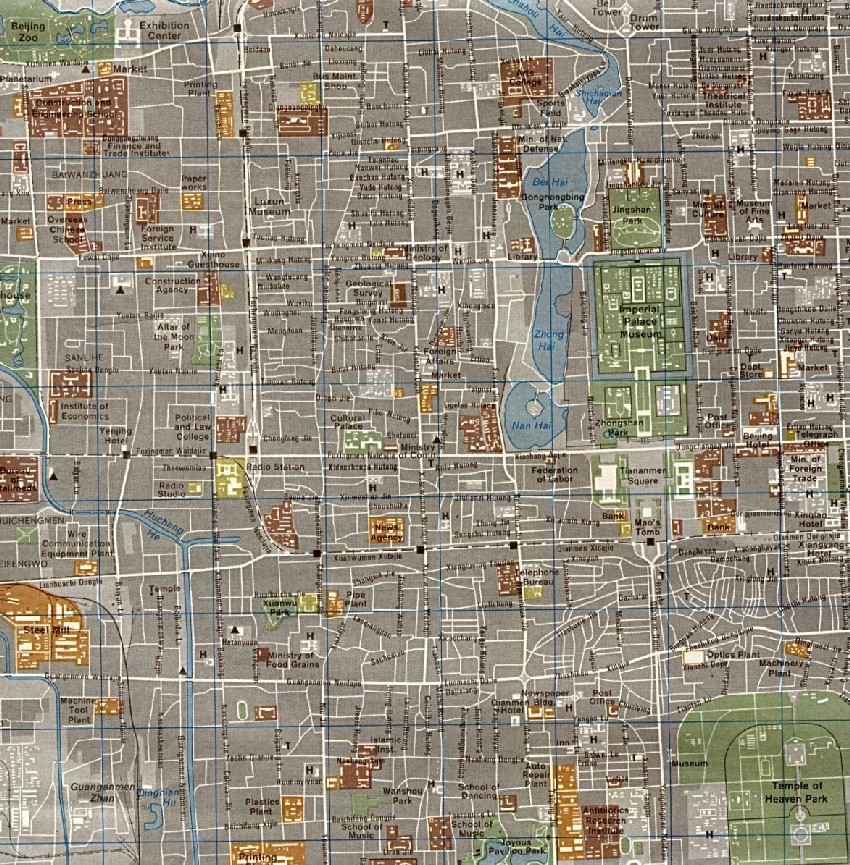
1988년 당시 베이징시 중심부 지도

베이징시의 교통(중국어: 北京市交通, 영어: Transport in Beijing)은 베이징시를 중심으로 운행하고 있는 대중교통 체계로, 교통 허브를 기능하는 것으로 보인다. 

## 주요 도로

### 순환도로
베이징시에는 5개의 순환 도로가 놓여 있다. 한국으로 치면 서울외곽순환고속도로와 거의 상응된다.
- 베이징 제2환상도로(중국어판, 영어판)
- 베이징 제3환상도로(중국어판, 영어판)
- 베이징 제4환상도로(중국어판, 영어판)
- 베이징 제5환상도로(중국어판, 영어판)
- 베이징 제6환상도로(중국어판, 영어판)

### 고속도로
베이징시에 있는 고속도로는 다음과 같은 노선이 있으며, 해당 도시에서는 고속도로를 고속공로(高速公路)라고 표현된다. 상세 사항은 베이징시의 고속도로 문서 참조.
- 징짱 고속공로(중국어판)
- 다광 고속공로(중국어판)
- 서우두 공항 고속공로(중국어판)
- 징퉁 쾌속로
- 징하 고속공로
- 징후 고속공로
- 징강아오 고속공로

### 일반 국도
베이징시를 통과하고 있는 국도는 11개의 노선이 있으며 G112번 국도를 제외한 전 노선이 모두 베이징시 내부 통과선으로 분류된다.
- 국도 제101호선
- 국도 제102호선
- 국도 제103호선
- 국도 제104호선
- 국도 제105호선 (중국)(중국어판)
- 국도 제106호선 (중국)(중국어판)
- 국도 제107호선 (중국)(중국어판)
- 국도 제108호선 (중국)(중국어판)
- 국도 제109호선 (중국)(중국어판)
- 국도 제110호선 (중국)(중국어판)
- 국도 제111호선

## 시내 대중교통

### 지하철
베이징 지하철에는 총 연장 699.3 km의 거리를 모두 이룬다. 그래서 이는 미국 53번 국도의 총연장과 거의 맞먹는 수준에 이르고 있으며, 394개의 도시철도 역들이 존재하게 된다. 그러니까 베이징 지하철은 대체적으로 빠르고 쾌적하고 경제적인 측면을 가지고 있으나, 피크 시간대에는 혼잡이 비교적 심하다. 

### 기타 도시철도
그 외의 도시철도들은 대한민국의 부산 도시철도 4호선에 상응되는 경전철 노선들이 많이 있다. 단적인 예로 보면, 베이징시 교외철도가 대표적이며, 베이징 지하철과 달리 별도의 운영 체계를 가진 도시철도 노선이므로, 대한민국의 서울특별시로 따지자면 서울 경전철 우이신설선에 해당되니까 교외 열차로 운행하게 된다. 그래서 상호 보완적으로 이룰 수 있는 철도 체계를 가지고 있지만, 작동상으로는 아무런 관련이 없다. 그래서 베이징시 교외철도는 베이징시 철도국에 의해 직접 관리된다.

### 버스 교통
베이징 공공교통 홀딩스가 직접적으로 관리하고 있는 노선 버스들은 통상적으로 주요 버스 노선들과 트롤리버스(노면 전차)를 위주로 운영되고 있으며, 대체적으로는 베이징시가 직접적으로 관장받는다. 이에 따라 2009년을 기준으로 882개의 버스 노선과 28,000여 대의 차량을 운행하는 것으로 알려져 왔지만 2009년 당시에는 50억 3,000만명 이상의 승객 수송을 담당한 것으로 보인다. 이는 지구 전체의 인구가 베이징 시내버스를 모두 승차한 것과 거의 맞먹는 수치이다. 또한 2011년에는 일일 평균 승객 1,339만명과 28,343대의 차량을 수송하였던 것으로 보아, 기록상으로 볼 때 게이한신 전체 인구에 맞먹는 수송 인력을 가진 것으로 드러난다. 

## 택시
베이징시의 택시의 경우 기본 요금은 3km까지 13 CNY(약 2,210원 내외)의 기본 요금으로, 한국의 기본 요금인 3,800원, 일본의 택시 기본요금인 650엔(약 7,400원) 등에 비해 각각 더 저렴한 편이다. 그래서 베이징에는 택시를 급한 분들과 서민들에게도 매우 인기가 높은 대중교통수단으로 자리잡고 있어, 밤 10시 이후에는 택시 요금이 20% 더 할증될 수도 있다. 할증되는 금액은 15.6 CNY의 기본 요금이 적용된다. 그래서 택시 요금은 정책상 상이하게 다를 수도 있는 등 황금 시간대, 심야 할증, 공휴일 및 경축일 등은 요금은 심야 할증제와 비슷하게 적용될 수도 있다.

## 항공 교통
항공 교통으로는 베이징시에서 타이완, 홍콩, 마카오 등을 포함한 중화권 역내 지역이나 장소 외에도 몽골, 일본, 조선민주주의인민공화국, 대한민국, 러시아, 독일, 프랑스, 영국, 미국, 캐나다, 오스트레일리아, 브라질, 아프리카, 아랍에미리트를 비롯한 중동 등 외국으로 나가는 두 관문 공항인 베이징 수도 국제공항과 베이징 다싱 국제공항 등으로 이원화되어 있다. 그리고 과거에는 베이징 난위안 공항의 운영 내력도 물론 있다.